# Алексије II Велики Комнин
Алексије II Велики Комнин (грч. Αλέξιος Β΄ Μέγας Κομνηνός, септембар или децембар 1282. – 3. мај 1330) је био трапезунтски цар од 1297. до 1330. из династије Великих Комнина.
Био је старији син Јована II Комнина.
Цар Алексије II је био вешт владар под чијом влашћу је Трапезунтско царство достигло врхунац и свог процвата и просперитета. Одбио је продоре и упаде турских пљачкаша и одбранио царство од напада ђеновљана и млетака.
На престо је ступио са 14. година, након смрти свог оца цара Јована II, а под старатељством ујака, византијског цара Андроника II Палеолога. Цар Алексије II се без тражења дозволе од ујака оженио иберијском принцезом Џијаџак око 1300. године иако је његов ујак цар Андроник II изабрао другу жену за њега. Чак је и тражио да црква поништи тај брак, али је Партијарх то одбио зато што је принцеза већ била трудна.
1302. године је спречио упад Турака Огуза који су након освајања неких околних провинција кренули да опљачкају други најважнији град царства, данашњи Гиресун.
1324. године је Трапезунтску луку заштитио морским бедемима, како би спречио пирате да нападају град.
Дана 3. маја 1330. године цар Алексије II умире од бубонске куге после владавине дуге 33 године. Након њега на престо долази његов најстарији син Андроник III.
Цар Алексије II Велики Комнин (грчки: αλεξιος Μεγας Κομνηνος, септ ./дец. 1282. - 3. маја 1330.), био је цар Трапезунтског царства од 1297 до 1330. Био је старији син цара Јована II и царице Евдокије Палеолог.
Цар Алексије II се показао као вешт и енергичан владар, под чијом је влашћу Трапезунтско царство достигло врхунац свог процвата. Одбио је пљачкашке продоре Турака и адекватно се изборио са продором Ђенове и Венеције. Такође је промовисао развој уметности и науке на свом двору био је покровитељ византијског астронома Григорија Хиониада и научника Константина Лукита.

## Живот
На престо је ступио са 14 година након смрти свог оца цара Јована II. Пошто је био малолетан, цар Јован II је за старатеља одредио његовог ујака, византијског цара Андроника II Палеолога. Цар Андроник II је желео да ожени свог младог штићеника ћерком високог судског званичника Нићифора Хумна, и преко тог брака оствари утицај на трапезунтски двор, али цар Алексије II се, не тражећи дозволу, оженио иверијском принцезом Џијаџак Џакели, ћерком Беке I Џакелија, атабега од Самцхеа, око 1300. године. Цар Андроник II се жалио Цркви да поништи брак, али је Патријарх то одбио, на основу тога што је пријављено да је младићева жена већ трудна. Алексијева мајка царица Евдокија, која се сада вратила у Трапезунт под изговором да наведе свог сина да раскине брак, саветовала му је да задржи своју иверску жену.
Године 1301. или 1302. одбио је инвазију Туркмена, који су након освајања провинције Халивије продрли дубоко у територију Трапезунтског царства како би опљачкали Керасун (савремени Гиресун), други најважнији град Царства. Цар Алексије II је заробио њиховог генерала и саградио зидине око луке како би обезбедио град.
Други проблем су били Ђеновљани, који су успоставили економски монопол у области Црног мора након Нимфејског уговора са царем Михаилом VIII Палеологом 1261. године. Њихово насеље је прерасло Дафнус, приобално предграђе источно од Трапезунта, а Ђеновљани су захтевали више простора. ; ђеновљански трговци су одбили да дозволе царским службеницима да прегледају њихову робу. Након што је цар Алексије II 1306. године, одбио Ђеновљанске захтеве за даљим уступцима, запретили су да ће у потпуности напустити Трапезунт. Када су одбили његов захтев да плате било коју робу коју су понели са собом из Трапезунта,цар  Алексије II је наредио својим грузијским плаћеницима да их нападну. Иако су цареве трупе биле успешне, Ђеновљани су запалили предграђе Трапезунта и оштетили велики део своје и имовине грађана. На крају су две стране склопиле мир, потврђен споразумом из 1314. и другим из 1316. године.
Тиме нису у потпуности окончане тензије између Ђеновљана и Трапезунтског цара. Цар Алексије II је 1319. године закључио уговор са Млечанима, главним ривалима Ђенове, дајући им исте привилегије као и Ђеновљанима све док плаћају дажбине. Византолог Доналд Никол је приметио да су цар Алексије II, као и његови наследници, „боље прошли од странаца него њихове колеге у Цариграду, пошто италијанским трговцима није било дозвољено да тргују без пореза.“
Невоље за Царство долазиле су и од пирата из Емирата Синопе, чије су мете били хришћански трговци, укључујући Ђеновљане. Пирати су чак запалили и сам Трапезунт (1319); да би заштитио свој народ од ових пљачкаша, цар Алексије II је 1324. године изградио морске зидове за градску луку. Он је већ више од једне деценије раније организовао полицију да чува град ноћу.
Као и његов отац пре њега, цар Алексије II је такође био мета папиних настојања да пређе у католичанство. Писмо је послао папа Јован XXII 1329. године, али пет месеци касније; 3. маја 1330. године, цар је умро од бубонске куге, после владавине од 33 године и престо је прешао на његовог најстаријег сина Андроника. Сачувана су два дела написана на тему цареве смрти: погребна беседа коју су написали његови протонотар и протовестијар, Константин Лукит; и каснији хвалоспев Јосифа, митрополита Трапезунтског (Јован Лазаропул).

## Ковнице
Током Алексијеве владавине, аспре које су издали цареви Трапезунта су значајно измењени у изгледу и тежини, што је можда била најзначајнија промена учињена на овом новчићу који је иначе имао мало промена између првог издања па све до краја Царства. На почетку његове владавине не само да је садржај сребра у новчићима смањен за 15%, већ су и стојеће слике императора на аверсу и Светог Евгенија на реверсу замењене сликама обојице на коњу. Јан Олоф Розенквист пружа доказе који показују да је овај мотив коња постао уобичајен на кованицама у области Црног мора, почевши од кованог новца бугарског цара Константина Асена једну генерацију раније. Он признаје да је нејасно да ли „постоји икаква веза са идеалима витештва који преовладавају у западној Европи у ово време.“ Мотив коња се појављује непромењен на новцу свих наредних владара све до пада Трапезунта 1461. године.

## Породица
Познато је да је цар Алексије II имао најмање шесторо деце и да је имао најмање једну жену, Џијаџак Џакели. Њихова деца су:
1. Андроник III, цар Трапезунтски 1330–1332.
2. Василије, цар Трапезунтски 1332–1340.

- Михаило Аначулу, убио га је његов брат цар Андроник III 1330. године.[17]
- Ђорђe Ахпугу, којег је убио његов брат цар Андроник III 1330. године.[18]

1. Ана Анахтлу, монахиња, постала је царица Трапезунта 1341–1342.
2. Евдокија, позната и као деспоина од Синопе због удаје за емира тог града.

Постоји могућност да је имао још једно дете:
1. Неименована ћерка, која је можда улу хатун и презбитериса названа на грчком епитафу у Ерзинџану, која је умрла 28. децембра 1342. године.[19]

Међутим, Пенелопе Вуђоуклаки, која је писала за веб страницу Енциклопедиа Хеленског света: Мала Азиа, тврди да је цар Алексије II имао три жене: Пекаи, ћерку Бекe Џакелија, од које је имао Андроника, Василија и Евдокију; ћерка Аначулу, владара народа Лаз, од које је имао Михајла Аначулуа и Ану Аначулу; и „иначе непозната Саргале“, од које је имао Ђорђа Ахпугаса.

## Породично стабло
|  |                                  |  |  |  |  |  |  |  |  |  |  |  |  |  |  |  |
|  | 8. Алексије I Велики Комнин      |  |  |  |  |  |  |  |  |  |  |  |  |  |  |  |
|  |                                  |  |  |  |  |  |  |  |  |  |  |  |  |  |  |  |
|  |                                  |  |  |  |  |  |  |  |  |  |  |  |  |  |  |  |
|  | 4. Манојло I Велики Комнин       |  |  |  |  |  |  |  |  |  |  |  |  |  |  |  |
|  |                                  |  |  |  |  |  |  |  |  |  |  |  |  |  |  |  |
|  |                                  |  |  |  |  |  |  |  |  |  |  |  |  |  |  |  |
|  | 9. Теодора Аксухина              |  |  |  |  |  |  |  |  |  |  |  |  |  |  |  |
|  |                                  |  |  |  |  |  |  |  |  |  |  |  |  |  |  |  |
|  |                                  |  |  |  |  |  |  |  |  |  |  |  |  |  |  |  |
|  | 2. Јован II Велики Комнин        |  |  |  |  |  |  |  |  |  |  |  |  |  |  |  |
|  |                                  |  |  |  |  |  |  |  |  |  |  |  |  |  |  |  |
|  |                                  |  |  |  |  |  |  |  |  |  |  |  |  |  |  |  |
|  | 5. Ирена Сирикјена               |  |  |  |  |  |  |  |  |  |  |  |  |  |  |  |
|  |                                  |  |  |  |  |  |  |  |  |  |  |  |  |  |  |  |
|  |                                  |  |  |  |  |  |  |  |  |  |  |  |  |  |  |  |
|  | 1. Алексије II Велики Комнин     |  |  |  |  |  |  |  |  |  |  |  |  |  |  |  |
|  |                                  |  |  |  |  |  |  |  |  |  |  |  |  |  |  |  |
|  |                                  |  |  |  |  |  |  |  |  |  |  |  |  |  |  |  |
|  | 12. Андроник Палеолог            |  |  |  |  |  |  |  |  |  |  |  |  |  |  |  |
|  |                                  |  |  |  |  |  |  |  |  |  |  |  |  |  |  |  |
|  |                                  |  |  |  |  |  |  |  |  |  |  |  |  |  |  |  |
|  | 6. Михајло VIII Палеолог         |  |  |  |  |  |  |  |  |  |  |  |  |  |  |  |
|  |                                  |  |  |  |  |  |  |  |  |  |  |  |  |  |  |  |
|  |                                  |  |  |  |  |  |  |  |  |  |  |  |  |  |  |  |
|  | 13. Теодора Анђелина Палеологина |  |  |  |  |  |  |  |  |  |  |  |  |  |  |  |
|  |                                  |  |  |  |  |  |  |  |  |  |  |  |  |  |  |  |
|  |                                  |  |  |  |  |  |  |  |  |  |  |  |  |  |  |  |
|  | 3. Евдокија Палеологина          |  |  |  |  |  |  |  |  |  |  |  |  |  |  |  |
|  |                                  |  |  |  |  |  |  |  |  |  |  |  |  |  |  |  |
|  |                                  |  |  |  |  |  |  |  |  |  |  |  |  |  |  |  |
|  | 7. Теодора Дукина Ватацина       |  |  |  |  |  |  |  |  |  |  |  |  |  |  |  |
|  |                                  |  |  |  |  |  |  |  |  |  |  |  |  |  |  |  |
|  |                                  |  |  |  |  |  |  |  |  |  |  |  |  |  |  |  |